# Erich Pramböck
Erich Pramböck (* 12. November 1941 in Grieskirchen (Oberösterreich); † 14. März 2009 in Wien) war von 1988 bis 2006 Generalsekretär des Österreichischen Städtebundes.

## Leben
Erich Pramböck wurde am 12. November 1941 in Grieskirchen, Oberösterreich als einziges Kind von Heinrich und Katharina (geb. Basse) Pramböck geboren und wuchs in Gallspach auf.
Pramböck studierte an der Hochschule für Welthandel (der heutigen Wirtschaftsuniversität Wien) und schloss sein Diplomstudium mit dem Titel Diplomkaufmann ab. In der Folge promovierte Pramböck mit seiner Dissertation zum Dr. rer. comm. 1985 studierte er im Rahmen von Eisenhower Exchange Fellowship Stadtentwicklung in den USA.
Nach seinem Studium trat er 1967 in den Dienst der Stadt Wien ein, wo er zunächst in der Finanzverwaltung tätig war. Zwei Jahre später wechselte er in die Abteilung Wirtschaftliche Planung und Koordinierung. 1973 wurde er als stellvertretender Leiter in das Wiener Koordinationsbüro berufen. In dieser Funktion arbeitete er maßgeblich am Stadtentwicklungsplan für Wien mit und hatte darüber hinaus stets engen Kontakt mit dem Österreichischen Städtebund. Am 1. Jänner 1988 wurde Pramböck zum Generalsekretär des Österreichischen Städtebundes bestellt und übte dieses Amt bis 30. November 2006 aus.
Pramböck war verheiratet und Vater von drei Söhnen.
Erich Pramböck ist am 14. März 2009 in Wien gestorben.

## Politiker
Während seiner Amtszeit als Generalsekretär des Österreichischen Städtebundes wurde der Mitgliederstand auf 248 Mitgliedsgemeinden ausgeweitet, in denen rund 55 Prozent der österreichischen Bevölkerung leben. Mitglieder sind neben Wien und den Landeshauptstädten praktisch alle Gemeinden mit über 10.000 Einwohnern.
Zu den wichtigsten fachlichen Themen der Amtszeit Pramböcks zählen Finanzausgleich, Mitfinanzierung des EU-Beitritts Österreichs, Ausgleich des Wegfalls der Getränkesteuer, die Überführung der Lohnsummensteuer in die Kommunalsteuer, die Förderung der Altlastensanierung, die Krankenanstaltenfinanzierung sowie der Stabilitätspakt.
Seit der Öffnung der Ostgrenzen 1989/1990 bildet die Ostkooperation einen weiteren Schwerpunkt in Pramböcks Arbeit. Er ermöglichte Studienaufenthalte in verschiedenen Städten und Gemeinden für mehr als 3000 Bürgermeister und kommunale Entscheidungsträger aus den Reformländern, um österreichische Kommunalpolitik in Theorie und Praxis kennenzulernen. Die Erfahrungen mit dem EU-Beitritt Österreichs wurden im Rahmen des Projektes LOGON (Local Governments Network of Central and Eastern European Countries) an die Kandidaten- und neuen Beitrittsländer weitergegeben. Dadurch wurde der Österreichische Städtebund Drehscheibe für kommunalen Know-how-Transfer zwischen West- und Zentral- und Osteuropa.
Während der Amtszeit Pramböcks wurde der Österreichische Städtebund Ende 1988 in der Bundesverfassung (Art. 115 Abs. 3 Bundes-Verfassungsgesetz) verankert. Dadurch wurden der Österreichische Städtebund gemeinsam mit dem Österreichischen Gemeindebund vom Bundesverfassungsgesetzgeber als alleinige legitime Vertretung der österreichischen Gemeinden gegenüber allen staatlichen, nichtstaatlichen, europäischen und internationalen Organisationen berufen, soweit die Bundesverfassung keine andere Regelungen vorsieht. Pramböck errichtete im Jahr 1994 als erster Städtebund in der Europäischen Union ein Informationsbüro für den Österreichischen Städtebund in Brüssel.
Erich Pramböck war bis zu seinem Ausscheiden als Generalsekretär des Österreichischen Städtebundes Schriftleiter der Österreichischen Gemeinde-Zeitung (ÖGZ). Die ÖGZ ist das offizielle, monatlich erscheinende Magazin des Österreichischen Städtebunds, das gemeinderechtliche und finanzpolitischen Fragen aus Theorie und Praxis darstellt und über die Beratung aktueller Fragen in den Ausschüssen des Städtebundes sowie über europapolitische Themen berichtet.
Bis Dezember 2006 war er Vorsitzender des Vereinsvorstandes des KDZ – Zentrum für Verwaltungsforschung (ehemals Kommunalwissenschaftliches Dokumentationszentrum), das er 1999 reorganisierte. Das KDZ ist ein gemeinnütziger Verein in der Rolle eines Kompetenzzentrums in den Bereichen Governance und Public Management, Qualitätsmanagement, Betriebswirtschaft der öffentlichen Verwaltungen, Electronic Government und der öffentlichen Finanzwirtschaft.

## Auszeichnungen
- Erich Pramböck erhielt am 20. November 2001 von Landeshauptmann Michael Häupl das Große Goldene Ehrenzeichen für Verdienste um das Land Wien verliehen.
- Ehrenmitgliedschaft des Ungarischen Städte- und Gemeindeverbands (TÖOS) 2005
- Ehrenmitgliedschaft des Slowakischen Städte- und Gemeindeverbands (SMOZ) 2007
- Ehrenmitgliedschaft des Ukrainischen Städte- und Gemeindeverbands 2007
- Verleihung des Salzburger Ehrenbechers 2007 von Bürgermeister Heinz Schaden.
- Verleihung des Verdienstkreuzes der Stadt Innsbruck 2007.
- Ehrenmitgliedschaft im Österreichischen Städtebund im Mai 2007.
- Goldene Ehrennadel des Österreichischen Landeshypothekenverbandes 2000.
- Goldene Ehrennadel des Österreichischen Sparkassenverbands November 2006.
- Goldener Rathausmann der Stadt Wien November 2007.
- Ehrenmitgliedschaft des Verbands der österreichischen Wirtschaft November 2006.
- Goldenes Ehrenzeichen der Stadt Voitsberg Jänner 2003.
- Verleihung des Ehrenzeichens der Marktgemeinde Gallspach Jänner 2008.
- Mitglied des Eisenhower Exchange Fellowship USA seit 1985